# Sant Feliu de Vallcebollera
San Feliu de Vallcebollera (francès: Saint-Félix de Valcebollère) és una església romànica del municipi de Vallcebollera ubicat a l'Alta Cerdanya a la Catalunya Nord. El poble, situat a 1.500 msnm, és dominat per l'església parroquial, feta de nou al s. XIX.
L'església fou consagrada el 1219 i esmentada al segle xiii com a dependent de la parròquia de Sant Pere d'Oceja, possessió de Santa Maria de Lillet. Va ser restaurada el segle xviii i el seu campanar data de 1867. El mobiliari inclou una estàtua de Sant Hilari, element central d'un retaule que es conserva al Palau dels Reis de Mallorca i realitzat cap al 1685, així com una estàtua de Sant Miquel del segle xviii. El sostre és de pissarra tradicional.
En 1867 es va construir el campanar i l'antic porxo afegit a la nau de l'església. La campana va ser beneïda el 13 de gener de 1868. El 1911, algunes parets i sostres de l'església es van ensorrar. El sostre de l'església va ser renovat en 1935. Es tracta d'una església d'una sola nau, amb volta de canó trencat i un absis a l'est. A la part sud i nord es troba la capella. Les parets de la nau són fortament inclinades. Té una porta de granit amb una pedra angular de data 1867.
La paret de la torre es troba a l'oest. La part superior té el campanar d'espadanya amb tres ulls en forma d'arc, dos dels quals porten campanes, disposats en un triangle. Està coronat per una creu i un penell. El mobiliari de l'església va ser traslladat a l'església de Sant Pere d'Oceja
L'església de Sant Feliu fou restaurada parcialment en l'any 2011-2012 on es va reconstruir la teulada, es van instal·lar canaletes per conduir l'aigua de pluja, es van rehabilitar els revestiments de la façana oest i, parcialment, de les façanes nord i sud, es van recuperar els segells de la torre i la il·luminació interior i exterior.

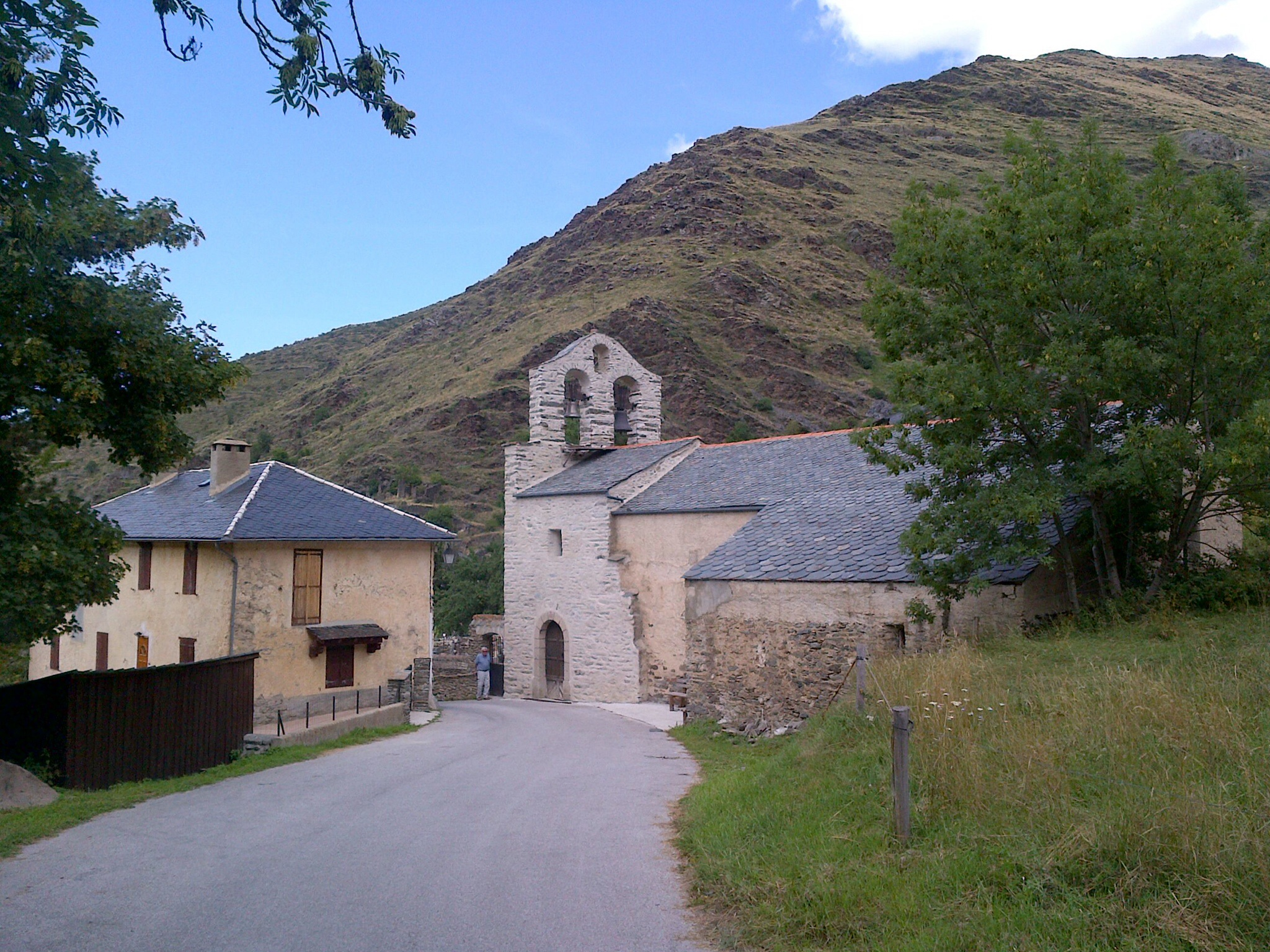
Església i rectoria
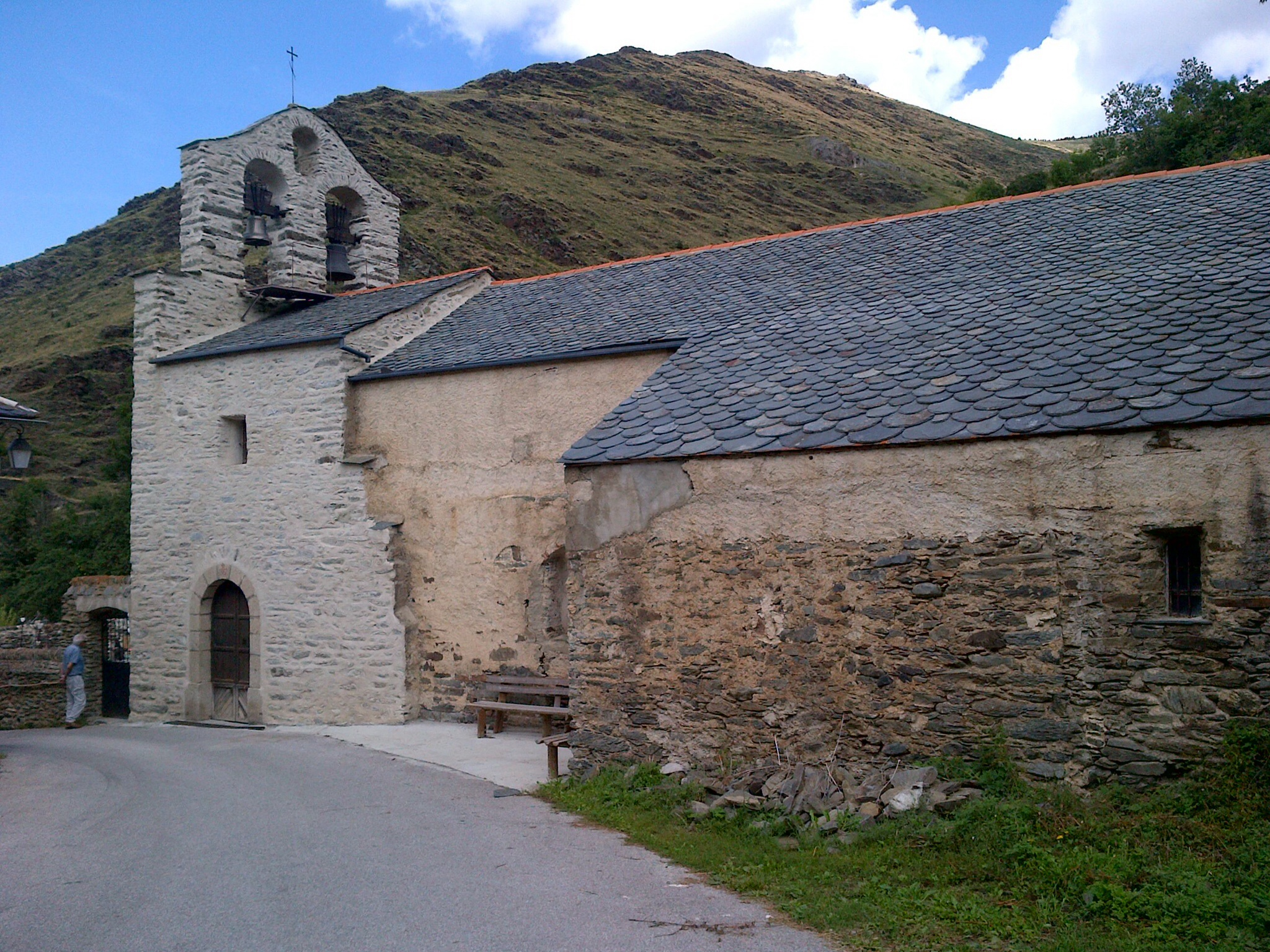
Sant Feliu de Vallcebollera junt al camí a l'ermita de Sant Bernat